# Catedral Martinho Lutero, Daugavpils
A Igreja Evangélica Luterana de Martinho Lutero (em letão:  Mārtiņa Lutera evaņģēliski luteriskā baznīca) ou a Catedral de Martinho Lutero, é uma catedral evangélica luterana em Daugavpils, Letônia.

## Projecto
A catedral foi projectada por Wilhelm Neumann, um dos arquitectos mais influentes na paisagem actual de Daugavpils. Foi construído em estilo gótico, em 1893.

## Diocese de Daugavpils
A catedral é a residência do bispo luterano de Daugavpils na Igreja Evangélica Luterana da Letónia. O actual bispo é Einārs Alpe, nascido em 11 de novembro de 1963, que foi ordenado na Igreja Luterana em 1991, e foi consagrado e entronizado como Bispo de Daugavpils em 13 de outubro de 2007.